# Jean Périer
Jean Périer (París, 2 de febrer de 1869 - Neuilly-sur-Seine, Illa de França, 4 de novembre de 1954) fou un cantant francès.
Posseïdor d'una bella veu de baríton, estudià cant amb Taskin i Bussine en el Conservatori de París, aconseguint allà el primer premi en aquesta ensenyança. Aquest mateix any feu el seu debut a l'Opéra-Comique. El 1893 estrenà, amb el rol principal, l'òpera de Saint-Saëns Phryné, i el 1902 la part de Pelléas de Pelléas et Mélisande de Debussy.
Tant en les seves actuacions a l'Opéra-Comique, com a altres escenes líriques d'aquella capital, va obtenir sempre els aplaudiments més entusiastes, tant pels seus mèrits de cantant, com pel seu domini complet de l'escena. En col·laboració amb Margarita Babaian va publicar el llibre Mes exercices tirés des chansons populaires de France. Era cavaller de la Legió d'Honor des de 1922.